# Дівічорій-Марі
Дівічорій-Марі (рум. Diviciorii Mari) — село у повіті Клуж в Румунії. Входить до складу комуни Синмартін.
Село розташоване на відстані 324 км на північний захід від Бухареста, 43 км на північний схід від Клуж-Напоки.

## Населення
За даними перепису населення 2002 року у селі проживали 202 особи.
Національний склад населення села:
| Національність | Кількість осіб | Відсоток |
| -------------- | -------------- | -------- |
| румуни         | 172            | 85,1%    |
| цигани         | 20             | 9,9%     |
| угорці         | 10             | 5,0%     |

Рідною мовою назвали:
| Мова      | Кількість осіб | Відсоток |
| --------- | -------------- | -------- |
| румунська | 173            | 85,6%    |
| циганська | 20             | 9,9%     |
| угорська  | 9              | 4,5%     |